# 佛陀成道圖
《佛陀成道圖》，係指繪製或者雕刻佛本行故事的連續圖，常見四相圖、八相圖與十二相圖，少數有以三十二相或者一百零八相者，用以描繪佛陀一生重要情節。
四相圖通常以佛陀四大事作為主題，分別為降生 （页面存档备份，存于）、成道 （页面存档备份，存于）、說法 （页面存档备份，存于）、涅槃 （页面存档备份，存于），常見於南傳佛教。八相圖在南傳佛教與北傳佛教則略有區別，南傳八相圖在四大事外增添了菩薩降世、乘象入胎 （页面存档备份，存于）、降伏群魔以及逾城出家 （页面存档备份，存于），北傳八相圖與南傳佛教略異，沒有降伏群魔，增加了住胎說法。
藏傳佛教則多依彌勒菩薩的《寶性論》，將佛陀一生分為十二個階段，分別為兜率說法、乘象入胎、樹下降生、太子習藝 （页面存档备份，存于）、宮中娛樂、遊觀四門、削髮出家、山中苦行、降伏諸魔、證菩提覺、廣轉法輪、雙林入滅，大抵是擴充成道之前的事蹟。